# Ворхёйс, Йорин
Йорин Йоханна Мария Ворхёйс (нидерл. Jorien Johanna Maria Voorhuis; род. 26 августа 1984 года, Хенгело) — нидерландская конькобежка. Серебряный и бронзовый призёр чемпионата мира, 9-кратная призёр чемпионата Нидерландов.

## Биография
Йорин Ворхёйс начала заниматься конькобежным спортом в клубе "Hengelose IJsclub". С 2000 года стала выступать на юниорском чемпионате Нидерландов, а в 2003 году заняла 2-е место в сумме многоборья и дебютировала на чемпионате мира среди юниоров, где выиграла "золото" в командной гонке, а через год повторила результат, одержав победу во второй раз.
В 2005 году выиграла многоборье на юниорском чемпионате Нидерландов. С 2003 по 2005 год выступала за команду "Jong Oranje" (KNSB).
В том же году стала чемпионкой зимней Универсиады в Инсбруке на дистанции 5000 м и призёркой на дистанциях 3000 и 1500 м. В сезоне 2005/06 стала выступать за команду Эрика Боумана "VPZ team". В 2006 году впервые заняла 3-е место на взрослом чемпионате страны в сумме многоборья. В сезоне 2006/07 Ворхёйс дебютировала на Кубке мира и дважды с партнёршами поднималась на 3-е место в командной гонке. В 2008 году участвовала на чемпионате мира на отдельных дистанциях в Нагано и заняла 11-е место в забеге на 1500 м.
В 2009 году дебютировала на чемпионате мира по классическому многоборью в Хамаре заняла 5-е место и стала 2-й на чемпионате мира в Ванкувере в командной гонке. В сезоне 2009/10 Йорин на олимпийском отборе в Херенвене заняла 2-е место в забеге на 5000 м и вошла в состав сборной на олимпиаду 2010 года.
В январе 2010 года она дебютировала на чемпионате Европы в Хамаре, где заняла 7-е место в сумме многоборья. В феврале на зимних Олимпийских играх в Ванкувере стала 10-й на 5000 м и 6-й в командной гонке. После игр выиграла серебряную медаль в многоборье на чемпионате Нидерландов и стала 6-й на чемпионате мира по классическому многоборью в Херенвене.
В сезоне 2010/11 она перешла из "VPZ team" в команду Герарда Кемкерса "TVM". В 2011 году на чемпионате Нидерландов стала 2-й в многоборье и 5-й на чемпионате Европы в Коллальбо, в марте стала 3-й на чемпионате мира в Инцелле на дистанции 1500 м. В финале Кубка мира в Херенвене Ворхёйс неожиданно завоевала бронзовую медаль на дистанции 3000 м.
В сезоне 2012/13 заключила контракт с командой Ренате Груневолд и Питера Колдера "Team Corendon", но результатов не было, провал даже на национальном чемпионате. В сезоне 2013/14 она стала выступать за команду Марианны Тиммер и Джанни Ромме "Team Liga". И в сезоне 2014/15 на чемпионате Нидерландов впервые заняла 2-е место на дистанции 3000 м и 3-е на 5000 м. На Кубке мира заняла 3-е место в забеге на 3000 м в Обихиро, а в январе 2015 заняла 5-е место в многоборье на чемпионате Европы в Челябинске. 
В марте 2015 на чемпионате мира на отдельных дистанциях в Херенвене стала 4-й на дистанциях 3000 и 5000 м. В сезоне 2015/16 она перешла в команду Йоханна де Витта "Team Koopjesdrogisterij.nl", и заняла 3-е место в беге на 3000 м на чемпионате страны и 2-е в забеге на 3000 м в финале Кубка мира в Херенвене. В сезоне 2016/17 Йорин перешла в команду Джанни Ромме "Team Plantina",  но стала только 7-й на чемпионате Нидерландов и в марте 2017 года Йорин Ворхёйс официально завершила карьеру спортсменки.

## Личная жизнь
С 2016 году была замужем за Джанни Ромме, но в конце 2020 года они развелись. 
Хобби: чтение, шопинг, просмотр DVD-дисков, любимая еда - капуста с колбасой. После завершения карьеры до августа 2018 года она была представителем "Odlo", бренда одежды, которым пользуются многие команды по конькобежному спорту. С 2020 года работала менеджером по работе с клиентами по оптовой продаже спецодежы в компании "Twepa", а с июня 2022 года в компании "Voskamp Groep". Параллельно с 2016 года она является тренером по спортивному голоданию в "Fittergy".